# بالی‌قایه، قبادلی
بالی‌قایه (ترکی آذربایجانی: Ballıqaya) یک منطقهٔ مسکونی در جمهوری آرتساخ است که در استان کاشاتاق واقع شده‌است.